# Liste der Baudenkmäler in Solln
Auf dieser Seite sind die Baudenkmäler im Münchner Stadtteil Solln im Stadtbezirk 19 Thalkirchen-Obersendling-Forstenried-Fürstenried-Solln aufgelistet. Zu diesen Baudenkmälern gibt es auch eine Bildersammlung und ein Fotoalbum mit ausgewählten Bildern.
Diese Liste ist Teil der Liste der Baudenkmäler in München. Grundlage ist die Bayerische Denkmalliste, die auf Basis des bayerischen Denkmalschutzgesetzes vom 1. Oktober 1973 erstmals erstellt wurde und seither durch das Bayerische Landesamt für Denkmalpflege geführt und aktualisiert wird. Die folgenden Angaben ersetzen nicht die rechtsverbindliche Auskunft der Denkmalschutzbehörde.

## Ensembles
- Ortskern Solln. Der ehemalige nördliche Teil des Ortskerns Solln ist jetzt Teil der Ost-West führenden Herterichstraße. Im Bereich der Pfarrkirche, dem gegenüber liegenden Gasthaus und in einigen ehemaligen Hofstellen haben sich Reste des Ortskerns erhalten. Das St.-Johannes-Baptist-Patrozinium legt eine frühe Entstehung des Ortes nahe. Solln gehörte allerdings ab dem frühen 14. Jahrhundert bis ins späte 19. Jahrhundert der Pfarrei Sendling an. Der Ort wurde 1632 verwüstet und im späten 17. Jahrhundert neu besiedelt. Die ehemalige Reihe großer Bauernhöfe, die sich um die Pfarrkirche gruppierten, ist durch Neubauten seit den 1960er Jahren gestört. (E-1-62-000-82)
- Solln-Bertelestraße. Der südliche Bereich des ehemaligen Ortskerns Solln um den Wilhelm-Leibl-Platz, die Bertele-, Bleibtreu-, Faustner- und Kurzbauerstraße bildet ein Ensemble. Das erstmals im späten 11. Jahrhundert genannte Solln wurde 1632 verwüstet und im späten 17. Jahrhundert neu besiedelt. Es dehnte sich ohne eine erkennbare Hauptachse in nordsüdlicher Richtung aus. Im 19. Jahrhundert bildete sich im Bereich um den Wilhelm-Leibl-Platz eine unregelmäßig angeordnete Siedlung mit Handwerker-Kleinhäusern. Vor der Mitte des 19. Jahrhunderts legte man die Kurzbauerstraße als zweite Nord-Süd-Achse von Solln an. Die im Kern zumeist aus dem 19. Jahrhundert stammenden Bauernhäuser sind ein oder zweigeschossig und besitzen ein Wohn- und Stallteil zusammenfassendes Satteldach. (E-1-62-000-61)

## Baudenkmäler

### A
| Lage                          | Objekt      | Beschreibung                                                                    | Akten-Nr.       | Bild           |
| ----------------------------- | ----------- | ------------------------------------------------------------------------------- | --------------- | -------------- |
| Allescherstraße 14 (Standort) | Pfaff-Villa | schlossähnlicher, neuklassizistischer Bau, 1923 von Leonhard und Otto Heydecker | D-1-62-000-178  | Pfaff-Villa    |
| Allescherstraße 23 (Standort) | Villa       | Landhausstil, 1904/05 von Georg Fuchs, Fassadenpreisträger 2005.                | D-1-62-000-8023 | weitere Bilder |

### B
| Lage                            | Objekt                | Beschreibung | Akten-Nr.       | Bild                  |
| ------------------------------- | --------------------- | --- | --------------- | --------------------- |
| Bertelestraße 5 (Standort)      | Villa                 | Heimatstil, 1906 von Karl Bauer-Ulm                                                                                          | D-1-62-000-726  | weitere Bilder        |
| Bertelestraße 6 (Standort)      | Wohnhaus              | erdgeschossiges Satteldachhaus, bezeichnet 1878                                                                              | D-1-62-000-727  | Wohnhaus              |
| Bertelestraße 19 (Standort)     | Villa                 | Landhausstil, Ende 19. Jahrhundert                                                                                           | D-1-62-000-728  | weitere Bilder        |
| Bertelestraße 79/81 (Standort)  | Villa                 | repräsentative Neurenaissance, mit turmartigem Eckrisalit, 1895/96; Nebengebäude, zweigeschossiger Zeltdachbau, gleichzeitig | D-1-62-000-731  | Villa                 |
| Bleibtreustraße 11 (Standort)   | Ehemaliges Bauernhaus | 19. Jahrhundert, unweit der alten Sollner Kirche                                                                             | D-1-62-000-779  | Ehemaliges Bauernhaus |
| Bleibtreustraße 14 (Standort)   | Kleinhaus             | erdgeschossig, wohl 1. Hälfte 19. Jahrhundert, mit Holzlaube, Ende 19. Jahrhundert                                           | D-1-62-000-781  | weitere Bilder        |
| Bleibtreustraße 34 (Standort)   | Villa                 | historisierend, 1908 von Carl Jank für den Maler Karl Becker-Gundahl, im Kern älter                                          | D-1-62-000-782  | weitere Bilder        |
| Buchauerstraße 4a (Standort)    | Villa                 | historisierend, 1909/10 von Joseph Kaiser; Vorgartenzaun, Pavillon                                                           | D-1-62-000-1023 | weitere Bilder        |
| Buchauerstraße 10/12 (Standort) | Doppelvilla           | Landhausstil, 1903 von Georg Kratzsch                                                                                        | D-1-62-000-1024 | weitere Bilder        |
| Buchauerstraße 14 (Standort)    | Villa                 | Landhausstil, 1906 von Georg Fuchs                                                                                           | D-1-62-000-1025 | weitere Bilder        |
| Buchauerstraße 20 (Standort)    | Malerische Villa      | 1911 von Georg Siglstätter (Herrsching)                                                                                      | D-1-62-000-1026 | weitere Bilder        |
| Buchauerstraße 36 (Standort)    | Villa                 | mit Mansarddach, bezeichnet 1910, von Josef Fuchs                                                                            | D-1-62-000-1027 | Villa                 |

### D
| Lage                               | Objekt                     | Beschreibung | Akten-Nr.       | Bild                     |
| ---------------------------------- | -------------------------- | --- | --------------- | ------------------------ |
| Diefenbachstraße 1 (Standort)      | Villa                      | Neurenaissance, 1901 von August Reiner; mit anschließendem runden Eckpavillon (Ecke Sollner Straße), 1924 von Richard Kauffmann                                                       | D-1-62-000-1270 | weitere Bilder           |
| Diefenbachstraße 2 (Standort)      | Ehemalige Hubertusapotheke | neuklassizistischer, villenartiger Bau, 1906/07 von Emanuel von Seidl; mit zeitgenössischer Apothekeneinrichtung; im Garten zwei Athena-Hermen und Wappenlöwe                         | D-1-62-000-1271 | weitere Bilder           |
| Diefenbachstraße 5 (Standort)      | Villa                      | zweigeschossiger Traufseitbau mit Walmdach und polygonalem Mittelrisalit mit Pyramidendach, im Reformstil, von Wilhelm Weske, 1913–1914                                               | D-1-62-000-1272 | Villa                    |
| Diefenbachstraße 6 (Standort)      | Fachwerkvilla              | 1911 von Kurt Hertel erbaut. Ehemaliger Wohnsitz des Volksschauspielers Weiß Ferdl.                                                                                                   | D-1-62-000-1273 | weitere Bilder           |
| Diefenbachstraße 7 (Standort)      | Villa                      | zweigeschossiger Traufseitbau mit Schopfwalmdach und übergiebeltem Mittelrisalit mit Satteldach, mit Eckrustika und partieller Holzverschalung, im Heimatstil, um 1900                | D-1-62-000-1274 | weitere Bilder           |
| Diefenbachstraße 12/14 (Standort)  | Doppelvilla                | zweigeschossiger Traufseitbau mit einseitig abgewalmtem Satteldach, Zwerchhaus und Vorbauten, Putz und Fachwerkfassade im Heimatstil mit Hausmadonna, von Gustav Schellenberger, 1902 | D-1-62-000-1275 | weitere Bilder           |
| Diefenbachstraße 15/15a (Standort) | Symmetrische Doppelvilla   | zweigeschossiger Walmdachbau mit symmetrischen Zwerchhäusern und Dreiecksgiebeln, Putzfassade im Reformstil, von Wilhelm Weske, 1912–13                                               | D-1-62-000-1276 | Symmetrische Doppelvilla |
| Diefenbachstraße 18 (Standort)     | Landhaus                   | zweigeschossiger Traufseit- und Giebelbau mit Mansard- und Satteldach, Putzfassade, von Berthold Neubauer, 1903                                                                       | D-1-62-000-1277 | Landhaus                 |
| Diefenbachstraße 24 (Standort)     | Villa                      | zweigeschossiger Giebelbau mit Mansardschopfwalmdach und Quergiebel, im Reformstil, von Georg Dangl, 1911                                                                             | D-1-62-000-1278 | Villa                    |
| Diefenbachstraße 26 (Standort)     | Mansarddachvilla           | 1909 von Joseph Bichlmeier (Lindau-Aeschach) | D-1-62-000-1279 | weitere Bilder           |
| Diefenbachstraße 29 (Standort)     | Villa                      | historisierend, 1921 von Wilhelm Weske, 1922 durch Heinrich Bergtholdt erweitert | D-1-62-000-1280 | Villa                    |
| Diefenbachstraße 30 (Standort)     | Villa                      | eingeschossiger Mansardgiebeldachbau mit Anbau und Zwerchhaus, von Richard Kaufmann, 1923                                                                                             | D-1-62-000-1281 | weitere Bilder           |

### E
| Lage                                | Objekt      | Beschreibung                                                                               | Akten-Nr.       | Bild           |
| ----------------------------------- | ----------- | ------------------------------------------------------------------------------------------ | --------------- | -------------- |
| Emil-Dittler-Straße 1 (Standort)    | Villa       | Landhausstil, um 1900                                                                      | D-1-62-000-1517 | Villa          |
| Emil-Dittler-Straße 3/3a (Standort) | Doppelvilla | historisierend, 1909 von Sebastian Fischer                                                 | D-1-62-000-1518 | Doppelvilla    |
| Emil-Dittler-Straße 5 (Standort)    | Villa       | Landhausstil, verschindelt, 1903/04 von Wilhelm Bertsch                                    | D-1-62-000-1519 | weitere Bilder |
| Emil-Dittler-Straße 12 (Standort)   | Villa       | historisierend, 1905/06 von Richard Berndl für den Maler Gebhard Fugel; mit Madonnenrelief | D-1-62-000-1520 | weitere Bilder |
| Emil-Dittler-Straße 14 (Standort)   | Villa       | barockisierend, 1911 von Fritz Hessemer und Johannes Schmidt; mit Torpfeilern              | D-1-62-000-1521 | Villa          |

### F
| Lage                             | Objekt                                     | Beschreibung | Akten-Nr.       | Bild                  |
| -------------------------------- | ------------------------------------------ | --- | --------------- | --------------------- |
| Faustnerweg 13 (Standort)        | Zweigeschossiges Haus                      | wohl um 1800, mit späterem Mansarddach; an Nr. 15 angebaut | D-1-62-000-1634 | Zweigeschossiges Haus |
| Faustnerweg 15 (Standort)        | Satteldachhaus                             | 1. Hälfte 19. Jahrhundert; an Nr. 13 angebaut | D-1-62-000-1636 | Satteldachhaus        |
| Faustnerweg 17 (Standort)        | Villa                                      | historisierend, 1924 von Josef Wild | D-1-62-000-1637 | weitere Bilder        |
| Fellererplatz 8 (Standort)       | Katholische Pfarrkirche St. Johann Baptist | barockisierender Bau mit hohem Zwiebelturm, 1904–06 von den Gebrüdern Rank; mit Ausstattung; von Mauern umgeben, an der Südseite Neurenaissance-Prunktor              | D-1-62-000-1670 | weitere Bilder        |
| Fellererplatz 8 (Standort)       | Kriegerdenkmal                             | nach 1918; in Anlage bei der Kirche | D-1-62-000-1671 | weitere Bilder        |
| Frans-Hals-Straße 4a (Standort)  | Villa                                      | malerisch-barockisierend, 1900–01 von Carl Zeh; Vorgartenzaun | D-1-62-000-1747 | weitere Bilder        |
| Frans-Hals-Straße 7/9 (Standort) | Doppelvilla                                | historisierend, 1911/12 von Carl Zeh | D-1-62-000-1748 | weitere Bilder        |
| Frans-Hals-Straße 8 (Standort)   | Villa                                      | historisierend, 1907/08 als eigenes Haus vom Architekten August Zeh erbaut                                                                                            | D-1-62-000-1749 | weitere Bilder        |
| Frans-Hals-Straße 19 (Standort)  | Villa                                      | historisierend, 1912 von Heinrich Krefft; Gruppe mit Nr. 21 und 23 | D-1-62-000-1750 | Villa                 |
| Frans-Hals-Straße 21 (Standort)  | Villa                                      | strenger Spätjugendstil, 1913 von Georg Fuchs mit Tekturen des Architekturbüros Oskar Strelins Nachfolger; Gruppe mit Nr. 19 und 23                                   | D-1-62-000-1751 | Villa                 |
| Frans-Hals-Straße 23 (Standort)  | Villa                                      | historisierend, 1913 von Georg Fuchs; Gruppe mit Nr. 19 und 21 | D-1-62-000-1752 | Villa                 |
| Frans-Hals-Straße 27 (Standort)  | Kleine Villa                               | historisierend, bezeichnet 1921, von Wilhelm Weske | D-1-62-000-1753 | weitere Bilder        |
| Friedastraße 13 (Standort)       | Villa                                      | historisierend, 1922 von Michael Seidl | D-1-62-000-1875 | weitere Bilder        |
| Friedastraße 14 (Standort)       | Villa                                      | historisierend, um 1910 | D-1-62-000-1876 | weitere Bilder        |
| Friedastraße 16/18 (Standort)    | Doppelvilla                                | Heimatstil, 1910/11 von Max Herzog | D-1-62-000-1877 | weitere Bilder        |
| Friedastraße 22 (Standort)       | Villa                                      | Jugendstil, 1906 von Georg Meister | D-1-62-000-1878 | weitere Bilder        |
| Friedhofweg 1 (Standort)         | Friedhof Solln                             | rechteckige, von Mauern umschlossene Anlage von 1879 bis 1880 mit neuromanischem Friedhofsgebäude von Baumeister Johann Grimm; Grabdenkmäler des 19./20. Jahrhunderts | D-1-62-000-1885 | weitere Bilder        |
| Fröhlichstraße 1/3 (Standort)    | Doppelvilla                                | Landhausstil, 1910 von Ludwig Ullmann | D-1-62-000-1939 | Doppelvilla           |
| Fröhlichstraße 2 (Standort)      | Villa                                      | historisierend, 1909 von Carl Ebert | D-1-62-000-1940 | weitere Bilder        |

### G
| Lage                                    | Objekt                                                                                     | Beschreibung | Akten-Nr.       | Bild                                                                                       |
| --------------------------------------- | ------------------------------------------------------------------------------------------ | --- | --------------- | ------------------------------------------------------------------------------------------ |
| Gasparistraße 15 (Standort)             | Landhaus und Atelier des dänischen Kunstmalers und Innenarchitekten Charles Frederik Hinné | zweigeschossiger Walmdachbau mit Zwerchhausrisaliten, Fachwerkerkern und -giebeln, von Carl Zeh unter Mitwirkung des Bauherrn, 1898/99, nach leichten Schäden im Zweiten Weltkrieg 1942 wiederaufgebaut und um einen Anbau erweitert | D-1-62-000-8635 | Landhaus und Atelier des dänischen Kunstmalers und Innenarchitekten Charles Frederik Hinné |
| Geigenbergerstraße 44 (Standort)        | Wohnhaus                                                                                   | Reiheneckhaus zweigeschossiger Flachdachbau über polygonalem Grundriss in Sichtziegel mit Sichtbetonteilen; Gartenhaus mit Freisitz; Garteneinfassung in Sichtbeton; von Wolfgang Basiner, 1971                                      | D-1-62-000-9910 | Wohnhaus                                                                                   |
| Goldbergstraße 6 (Standort)             | Villa in Ecklage                                                                           | neuklassizistisch, 1914/15 von Walter Sartorius (Planegg) | D-1-62-000-2219 | Villa in Ecklage                                                                           |
| Großhesseloher Straße 1 (Standort)      | Herrenhausartige Mansarddachvilla                                                          | 1922 von Friedrich Carl von Kramer | D-1-62-000-2286 | Herrenhausartige Mansarddachvilla                                                          |
| Großhesseloher Straße 11 (Standort)     | Villa                                                                                      | neubarock, 1913 von Heinrich Bergthold | D-1-62-000-2288 | weitere Bilder                                                                             |
| Großhesseloher Straße 19a/21 (Standort) | Doppelvilla                                                                                | historisierend, 1911 von Jakob Heilmann und Max Littmann, bei Nr. 19a hölzerner Pavillon | D-1-62-000-2289 | weitere Bilder                                                                             |
| Grünbauerstraße 6 (Standort)            | Katholisches Pfarrhaus                                                                     | neubarock, 1906 von den Gebrüdern Rank | D-1-62-000-2290 | Katholisches Pfarrhaus                                                                     |
| Grünbauerstraße 9 (Standort)            | Ehemaliges Bauernhaus                                                                      | 2. Hälfte 19. Jahrhundert | D-1-62-000-2291 | Ehemaliges Bauernhaus                                                                      |
| Grünbauerstraße 63 (Standort)           | Mansarddachvilla                                                                           | 1922 von den Gebrüdern Ott | D-1-62-000-2292 | weitere Bilder                                                                             |

### H
| Lage                               | Objekt                                      | Beschreibung | Akten-Nr.       | Bild                                        |
| ---------------------------------- | ------------------------------------------- | --- | --------------- | ------------------------------------------- |
| Heilmannstraße 8 (Standort)        | Teil einer Doppelvilla                      | (mit Nr. 10), 1906 von Oskar Delisle | D-1-62-000-2458 | weitere Bilder                              |
| Heilmannstraße 10 (Standort)       | Teil einer Doppelvilla                      | (mit Nr. 8), um 1910 von Oskar Delisle | D-1-62-000-2459 | weitere Bilder                              |
| Heinrich-Vogl-Straße 1 (Standort)  | Villa                                       | Landhausstil, 1905, wohl von Heinrich Hilgert | D-1-62-000-2485 | weitere Bilder                              |
| Heinrich-Vogl-Straße 1a (Standort) | Villa                                       | historisierend, 1908 von Walter Sartorius (Planegg) | D-1-62-000-8001 | Villa                                       |
| Heinrich-Vogl-Straße 5 (Standort)  | Kleinvilla                                  | Jugendstil, 1908 von Franz Böttge | D-1-62-000-8042 | Kleinvilla                                  |
| Heinrich-Vogl-Straße 5a (Standort) | Villa                                       | Fachwerkstil, 1911 Rudolf Siemens (Berlin) | D-1-62-000-2486 | Villa                                       |
| Heinrich-Vogl-Straße 9 (Standort)  | Villa in Ecklage                            | barockisierend, 1902 von Heinrich Hilgert; Block mit Irmgardstraße 13                                                                                                   | D-1-62-000-2487 | weitere Bilder                              |
| Heinrich-Vogl-Straße 10 (Standort) | Wohnhaus                                    | ein- und zweigeschossiger Walmdach- und Mansardwalmdachbau, Putzfassade im Heimatstil mit Fachwerk, von Heinrich Hilgert, 1905                                          | D-1-62-000-8066 | Wohnhaus                                    |
| Heinrich-Vogl-Straße 11 (Standort) | Villa                                       | barockisierend, 1922 von Carl Jäger | D-1-62-000-2488 | weitere Bilder                              |
| Heinrich-Vogl-Straße 12 (Standort) | Malerische Villa                            | barockisierend, 1898 von Heinrich Hilgert; von demselben 1905 erweitert; 1909 Anbau rückseitig von Paul Breitsameter. Fachwerknebengebäude, 1905 von Hilgert; Vorgarten | D-1-62-000-2489 | weitere Bilder                              |
| Heinrich-Vogl-Straße 14 (Standort) | Villa                                       | historisierend, bezeichnet 1908, von Oskar Delisle und Bernhard Ingwersen                                                                                               | D-1-62-000-2490 | weitere Bilder                              |
| Heinrich-Vogl-Straße 17 (Standort) | Villa                                       | neuklassizistisch, mit Mansarddach, 1913 von Carl Jäger | D-1-62-000-2491 | weitere Bilder                              |
| Heinrich-Vogl-Straße 18 (Standort) | Villa                                       | barockisierend, 1923 von Eisele und Fischer | D-1-62-000-2492 | Villa                                       |
| Herterichstraße 38 (Standort)      | Villa                                       | Landhausstil, Ende 19. Jahrhundert | D-1-62-000-2512 | weitere Bilder                              |
| Herterichstraße 41 (Standort)      | Volksschule an der Herterichstraße (Altbau) | barockisierend, mit plastischer Gruppe und Wandbrunnen, 1911 von Franz Rank                                                                                             | D-1-62-000-2513 | Volksschule an der Herterichstraße (Altbau) |
| Herterichstraße 48 (Standort)      | Landhaus                                    | Heimatstil, reiche Wandmalereien bezeichnet 1922, von E. Magnin. | D-1-62-000-2515 | weitere Bilder                              |
| Herterichstraße 54 (Standort)      | Alte Kath. Kirche St. Johann Baptist        | 15./17. Jahrhundert, Spitzhelmturm; mit Ausstattung; ringsum ehemaliger Friedhof. Im Ortskern von Solln.                                                                | D-1-62-000-2516 | weitere Bilder                              |
| Herterichstraße 57 (Standort)      | Villa                                       | neuklassizistisch, 1913 von Georg Fuchs; Vorgartentor im Jugendstil | D-1-62-000-2517 | weitere Bilder                              |
| Herterichstraße 59 (Standort)      | Landhaus                                    | Schweizerstil, um 1895 | D-1-62-000-2518 | weitere Bilder                              |
| Herterichstraße 65 (Standort)      | Gaststätte Sollner Hof                      | zweigeschossiger Satteldachbau, ländlicher Typus, 2. Hälfte 19. Jahrhundert                                                                                             | D-1-62-000-2520 | weitere Bilder                              |
| Hofbrunnstraße 10 (Standort)       | Villa                                       | Landhausstil, 1904 von Josef Schindler (Germering) | D-1-62-000-2714 | Villa                                       |
| Hofbrunnstraße 13 (Standort)       | Villa                                       | Spätjugendstil, 1913 von Wilhelm Weske. | D-1-62-000-2715 | Villa                                       |
| Hofbrunnstraße 15b (Standort)      | Malerische Villa                            | Landhausstil, mit Eckturm, 1901 von Karl Weigmann, 1912 durch die Gebrüder Rank erweitert.                                                                              | D-1-62-000-2716 | weitere Bilder                              |
| Hofbrunnstraße 17 (Standort)       | Villa                                       | historisierend, 1910 von Walter Sartorius (Planegg) | D-1-62-000-2717 | Villa                                       |
| Hofbrunnstraße 27 (Standort)       | Buchauer-Villa                              | Landhausstil, um 1900 | D-1-62-000-2718 | weitere Bilder                              |
| Hofbrunnstraße 30 (Standort)       | Villa                                       | barockisierend, mit Mansarddach, 1923 | D-1-62-000-2719 | weitere Bilder                              |
| Hofbrunnstraße 37 (Standort)       | Villa                                       | Neurenaissance, mit Schweifgiebel, 1901 von Georg Mayer. | D-1-62-000-2720 | weitere Bilder                              |
| Hofbrunnstraße 39 (Standort)       | Villa                                       | Fachwerkrenaissance, 1904 von Philipp Sturm. | D-1-62-000-2721 | weitere Bilder                              |
| Hofbrunnstraße 42 (Standort)       | Villa in Ecklage                            | mit schiefergedecktem Mansarddach, 1911 von Franz Grothe, Fassadenpreisträger 2004                                                                                      | D-1-62-000-2722 | Villa in Ecklage                            |

### I
| Lage                           | Objekt                | Beschreibung | Akten-Nr.       | Bild           |
| ------------------------------ | --------------------- | --- | --------------- | -------------- |
| Irmgardstraße 1 (Standort)     | Malerisches Mietshaus | deutsche Renaissance, bezeichnet 1902, von Ludwig Seemüller                                                           | D-1-62-000-2941 | weitere Bilder |
| Irmgardstraße 9 (Standort)     | Villa                 | deutsche Renaissance, 1899                                                                                            | D-1-62-000-2942 | weitere Bilder |
| Irmgardstraße 10 (Standort)    | Villa                 | barockisierend, 1921                                                                                                  | D-1-62-000-2943 | weitere Bilder |
| Irmgardstraße 11 (Standort)    | Villa                 | klassizisierend, 1921 von A. Tittel (Zürich)                                                                          | D-1-62-000-2944 | weitere Bilder |
| Irmgardstraße 13 (Standort)    | Villa                 | barockisierend, 1902 von Heinrich Hilgert, mit Vorgarten-Zaunpfeilern im Jugendstil; Block mit Heinrich-Vogl-Straße 9 | D-1-62-000-2945 | weitere Bilder |
| Irmgardstraße 15 (Standort)    | Mietshaus             | deutsche Renaissance, 1901 von Heinrich Hilgert, mit Torvorbau, Pfeilerzaun                                           | D-1-62-000-2946 | weitere Bilder |
| Irmgardstraße 17/19 (Standort) | Doppelvilla           | Jugendstil, 1906 von Heinrich Hilgert                                                                                 | D-1-62-000-2947 | weitere Bilder |
| Irmgardstraße 18 (Standort)    | Villa                 | mit Mansarddach, 1912 von M. J. Gradl (Unterschondorf)                                                                | D-1-62-000-2948 | weitere Bilder |
| Irmgardstraße 21 (Standort)    | Mietshaus in Ecklage  | deutsche Renaissance, 1900 von Heinrich Hilgert; Block mit Sohnckestraße 15                                           | D-1-62-000-2950 | weitere Bilder |
| Irmgardstraße 23 (Standort)    | Villa                 | historisierend, 1910 von Rudolf Fröhlich                                                                              | D-1-62-000-2951 | Villa          |
| Irmgardstraße 28 (Standort)    | Villa                 | neuklassizistisch, 1909/10 von Gustav Rühl; mit Pavillon an der Vorgartenecke                                         | D-1-62-000-2952 | weitere Bilder |

### K
| Lage                            | Objekt                    | Beschreibung | Akten-Nr.        | Bild                      |
| ------------------------------- | ------------------------- | --- | ---------------- | ------------------------- |
| Karl-Singer-Straße 2 (Standort) | Villa                     | später Jugendstil, 1909 von Konrad Dumser (Krailling) | D-1-62-000-3244  | weitere Bilder            |
| Karl-Singer-Straße 5 (Standort) | Villa                     | historisierend, 1912 von Carl Ebert | D-1-62-000-3245  | weitere Bilder            |
| Knotestraße 14 (Standort)       | Villa                     | barockisierender Jugendstil, 1903 von Johann März; mit Vorgartenzaun                                                                                                  | D-1-62-000-3522  | Villa                     |
| Kurzbauerstraße 1 (Standort)    | Wohn- und Geschäftshaus   | zweigeschossiger Satteldachbau in heimatstiligen Formen mit zwerchhausartigen Gauben und einfacher Putzgliederung mit gestuften Gesimsen, von Jos. Baumgartner, 1929. | D-1-62-000-11074 | Wohn- und Geschäftshaus   |
| Kurzbauerstraße 6 (Standort)    | Erdgeschossiges Landhaus  | mit Zwerchgiebel, 1. Hälfte 19. Jahrhundert | D-1-62-000-3687  | weitere Bilder            |
| Kurzbauerstraße 7/7a (Standort) | Ehemaliges Bauernhaus     | im Kern 1. Hälfte 19. Jahrhundert | D-1-62-000-3688  | weitere Bilder            |
| Kurzbauerstraße 11 (Standort)   | Erdgeschossiges Kleinhaus | 1. Hälfte 19. Jahrhundert | D-1-62-000-3690  | Erdgeschossiges Kleinhaus |
| Kurzbauerstraße 17 (Standort)   | Ehemaliges Schulhaus      | mit Schopfwalm, 1. Hälfte 19. Jahrhundert. Zusammen mit Bertelestraße 15                                                                                              | D-1-62-000-3692  | weitere Bilder            |
| Kurzbauerstraße 18 (Standort)   | Landhaus                  | spätklassizistisch, 2. Hälfte 19. Jahrhundert | D-1-62-000-3693  | weitere Bilder            |

### L
| Lage                           | Objekt                                                                  | Beschreibung | Akten-Nr.       | Bild                                                                    |
| ------------------------------ | ----------------------------------------------------------------------- | --- | --------------- | ----------------------------------------------------------------------- |
| Lommelstraße (Standort)        | Sollner Säule                                                           | Großer dreiseitiger Bildstock, bezeichnet 1911, von Balthasar Schmitt; an der Straßengabel mit Sollner Straße.                             | D-1-62-000-4037 | weitere Bilder                                                          |
| Lommelstraße 13 (Standort)     | Villa                                                                   | historisierend, 1912 von Bertelshofer | D-1-62-000-4033 | weitere Bilder                                                          |
| Lommelstraße 14 (Standort)     | Villa                                                                   | englischer Landhausstil, 1914 von Gustav Schellenberger                                                                                    | D-1-62-000-4034 | weitere Bilder                                                          |
| Lommelstraße 15 (Standort)     | Villa                                                                   | historisierend, 1904/05 von Wilhelm Bertsch                                                                                                | D-1-62-000-4035 | weitere Bilder                                                          |
| Lommelstraße 16 (Standort)     | Villa                                                                   | barockisierend, 1922 von Theodor Fischer                                                                                                   | D-1-62-000-4036 | weitere Bilder                                                          |
| Ludwig-Werder-Weg 4 (Standort) | Ehemaliges Kinderhaus der Tuberkulose-Heilanstalt, sogenannte Waldwiese | zweigeschossiger Satteldachbau mit nordseitigem Vorbau, Fachwerkkonstruktion aus teils wiederverwendeten Material, 1919/20, 1948 erweitert | D-1-62-000-9805 | Ehemaliges Kinderhaus der Tuberkulose-Heilanstalt, sogenannte Waldwiese |

### M
| Lage                               | Objekt                                           | Beschreibung | Akten-Nr.       | Bild                |
| ---------------------------------- | ------------------------------------------------ | --- | --------------- | ------------------- |
| Malerwinkel 1 (Standort)           | Villa                                            | historisierend, 1912 von Richard Kaufmann | D-1-62-000-4172 | weitere Bilder      |
| Nähe Muttenthalerstraße (Standort) | Ateliergebäude für den Künstler Rupprecht Geiger | eingeschossiger Sichtziegelbau mit überstehendem Flachdach über trennender Glasfuge, abwechselnd geschlossenen Wandscheiben und geschosshohen Verglasungen, von Detlef Schreiber, 1974–76, 1987/88 erweitert; freistehend im Garten mit hohem Baumbestand | D-1-62-000-9114 | BW                  |
| Muttenthalerstraße 6 (Standort)    | Ländliches Wohnhaus                              | mit Satteldach, 1897/98 von Maurermeister Johann Fuchs | D-1-62-000-4679 | Ländliches Wohnhaus |
| Muttenthalerstraße 7 (Standort)    | Brunnen                                          | neben Weiher, 1928 | D-1-62-000-4680 | Brunnen             |
| Muxelstraße 3 (Standort)           | Villa                                            | historisierend, 1912 von Georg Dangl | D-1-62-000-4681 | Villa               |
| Muxelstraße 7 (Standort)           | Villa in Ecklage                                 | barockisierend, 1923 von Oskar Popp | D-1-62-000-4682 | weitere Bilder      |
| Muxelstraße 8 (Standort)           | Villa                                            | barockisierend, 1912 von Carl Ebert | D-1-62-000-4683 | weitere Bilder      |
| Muxelstraße 10 (Standort)          | Villa                                            | mit Mansarddach, barockisierend, um 1912 von Carl Ebert | D-1-62-000-4684 | Villa               |

### P
| Lage                             | Objekt                | Beschreibung                 | Akten-Nr.       | Bild                  |
| -------------------------------- | --------------------- | ---------------------------- | --------------- | --------------------- |
| Plattlinger Straße 32 (Standort) | Ehemaliges Bauernhaus | zweigeschossig, wohl um 1800 | D-1-62-000-5392 | Ehemaliges Bauernhaus |

### R
| Lage                        | Objekt | Beschreibung                               | Akten-Nr.       | Bild           |
| --------------------------- | ------ | ------------------------------------------ | --------------- | -------------- |
| Rugendasstraße 2 (Standort) | Villa  | historisierend, 1912 von Alois Jaufmann    | D-1-62-000-6000 | weitere Bilder |
| Rugendasstraße 3 (Standort) | Villa  | historisierend, 1910                       | D-1-62-000-6001 | weitere Bilder |
| Rugendasstraße 4 (Standort) | Villa  | historisierend, 1913 von Krämer und Rixner | D-1-62-000-6002 | Villa          |

### S
| Lage                           | Objekt                | Beschreibung | Akten-Nr.       | Bild           |
| ------------------------------ | --------------------- | --- | --------------- | -------------- |
| Schieggstraße 5 (Standort)     | Villa                 | neuklassizistisch, 1915/16 von Oscar Walther Funke                                                                                           | D-1-62-000-6150 | Villa          |
| Schieggstraße 6 (Standort)     | Villa                 | historisierend, 1911 von Franz Xaver Huf | D-1-62-000-6151 | Villa          |
| Schieggstraße 13/15 (Standort) | Doppelvilla           | historisierend, 1911 vom Villenbaugeschäft Boettge                                                                                           | D-1-62-000-6152 | Doppelvilla    |
| Schieggstraße 17 (Standort)    | Villa                 | barockisierend, 1912 von Fritz Hessemer und Johannes Schmidt                                                                                 | D-1-62-000-6153 | Villa          |
| Schieggstraße 18 (Standort)    | Villa                 | barockisierend, 1909 von Franz Zell und Franz Xaver Huf                                                                                      | D-1-62-000-6154 | Villa          |
| Schieggstraße 22 (Standort)    | Villa                 | historisierend, 1900 von den Gebrüdern Rank; samt Torpfeilern                                                                                | D-1-62-000-6155 | Villa          |
| Schieggstraße 24 (Standort)    | Villa                 | historisierend, 1913 von Richard Kaufmann | D-1-62-000-6156 | Villa          |
| Schieggstraße 24a (Standort)   | Sommerhaus            | kleiner, hölzerner Satteldachbau mit Balkon, im alpenländischen Heimatstil, vom Baugeschäft Richard, 1904; auf einer angeschütteten Erhebung | D-1-62-000-9961 | Sommerhaus     |
| Schieggstraße 26 (Standort)    | Villa                 | historisierend, 1901 von Gustav Schellenberger                                                                                               | D-1-62-000-6157 | Villa          |
| Sohnckestraße 1 (Standort)     | Mansarddachvilla      | 1924 von Carl Mussbeck | D-1-62-000-6552 | weitere Bilder |
| Sohnckestraße 12 (Standort)    | Murenhof              | neuklassizistische, schlossartige Villa (Krankenhaus), 1921 von Karl Stöhr, umgebaut 1931/32 von Roderich Fick (bezeichnet 1932)             | D-1-62-000-6553 | weitere Bilder |
| Sohnckestraße 15 (Standort)    | Villa                 | deutsche Renaissance, 1900 von Heinrich Hilgert; Block mit Irmgardstraße 21                                                                  | D-1-62-000-6554 | weitere Bilder |
| Sollner Straße 18 (Standort)   | Villa                 | historisierend, 1909 von Carl Beierle | D-1-62-000-6556 | weitere Bilder |
| Sollner Straße 22 (Standort)   | Villa                 | quaderförmiger Bau im Spätjugendstil, mit weit vorkragendem Walmdach und Erkern an der Straßen- und Gartenseite, 1914 von Otto Firle         | D-1-62-000-7933 | weitere Bilder |
| Sollner Straße 24 (Standort)   | Villa                 | historisierend, 1909/10 von Ernst Robert Fiechter; vereinfacht                                                                               | D-1-62-000-6557 | weitere Bilder |
| Sollner Straße 25 (Standort)   | Villa                 | historisierend, 1911 | D-1-62-000-6558 | weitere Bilder |
| Sollner Straße 29 (Standort)   | Villa                 | deutsche Renaissance, 1902 von Karl Weigmann                                                                                                 | D-1-62-000-6559 | weitere Bilder |
| Sollner Straße 35 (Standort)   | Villa                 | mit Mansarddach und reichem plastischem Dekor am Portal, 1923 von Eisele und Fischer                                                         | D-1-62-000-6560 | weitere Bilder |
| Sollner Straße 36 (Standort)   | Villa in Ecklage      | Jugendstil, 1903 von Georg Kratzsch. | D-1-62-000-6561 | weitere Bilder |
| Sollner Straße 38 (Standort)   | Villa                 | Jugendstil, 1902 von Georg Kratzsch | D-1-62-000-6562 | weitere Bilder |
| Sollner Straße 41 (Standort)   | Villa                 | Neorenaissance (nach Vorbildern der sog. „deutschen Renaissance“), 1901 von Peter Schneider                                                  | D-1-62-000-6563 | weitere Bilder |
| Sollner Straße 42 (Standort)   | Villa                 | Landhausstil, um 1900 | D-1-62-000-6564 | weitere Bilder |
| Sollner Straße 43 (Standort)   | Gasthaus zum Hirschen | in der Art einer neubarocken Villa, 1901 von Gustav Schellenberger                                                                           | D-1-62-000-6565 | weitere Bilder |
| Sollner Straße 51 (Standort)   | Villa                 | mit Mansarddach, historisierend, 1910 von Hans Schmeidl; z. T. vereinfacht                                                                   | D-1-62-000-6567 | weitere Bilder |
| Sollner Straße 53 (Standort)   | Villa                 | historisierend, 1910 von Hans Schmeidl | D-1-62-000-6568 | weitere Bilder |
| Sollner Straße 55 (Standort)   | Villa                 | historisierend, 1910 von Hans Schmeidl | D-1-62-000-6569 | weitere Bilder |
| Sollner Straße 57 (Standort)   | Villa                 | barockisierend, mit Madonnenrelief, Hermentorpfeiler, 1903 von Georg Kratzsch                                                                | D-1-62-000-6570 | weitere Bilder |

### W
| Lage                                 | Objekt                                 | Beschreibung | Akten-Nr.       | Bild                       |
| ------------------------------------ | -------------------------------------- | --- | --------------- | -------------------------- |
| Warnberg 1 (Standort)                | Ehemaliges Schlossgut Warnberg         | Schloss (Hauptbau) dreigeschossig mit Schopfwalm, im Kern 1667, 1886 verändert und 1927 erweitert; darin katholische Kapelle St. Ignatius; mit Ausstattung; südlich sogenannte Balde-Laube. | D-1-62-000-7338 | weitere Bilder             |
| Warnbergstraße 2 (Standort)          | Friedhofsgebäude im Waldfriedhof Solln | Gruppenbau mit kirchenartiger Friedhofshalle und Nebenanlage, 1936 von Bruno Biehler, im Einzelnen handwerklich durchgestaltet. Mit Wandmalereien in der Friedhofshalle.                    | D-1-62-000-7339 | weitere Bilder             |
| Wilhelm-Leibl-Platz (Standort)       | Kriegerdenkmal                         | für Krieg 1870/71 | D-1-62-000-7564 | Kriegerdenkmal             |
| Wilhelm-Leibl-Straße 10 (Standort)   | Villa                                  | Neurenaissance, 1901 von Georg Fuchs | D-1-62-000-7565 | weitere Bilder             |
| Wilhelm-Leibl-Straße 12 (Standort)   | Villa                                  | Landhausstil, 1905 | D-1-62-000-7566 | weitere Bilder             |
| Wilhelm-Leibl-Straße 14 (Standort)   | Villa                                  | Landhausstil, 1908 von Josef Fuchs | D-1-62-000-7567 | weitere Bilder             |
| Wilhelm-Leibl-Straße 22 (Standort)   | Gaststätte Iberl                       | ländlich-klassizistischer Bau, 19. Jahrhundert | D-1-62-000-7568 | weitere Bilder             |
| Wolfratshauser Straße 155 (Standort) | Villa                                  | historisierend, 1906 von Josef Schatz | D-1-62-000-7686 | weitere Bilder             |
| Wolfratshauser Straße 224 (Standort) | Ehemaliger Behelfsladenbau             | eingeschossiger Flachdachbau mit weitem Dachüberstand, halbrunder, verglaster Stirnfassade, von Ludwig Reiber, 1951, erweitert 1956                                                         | D-1-62-000-8723 | Ehemaliger Behelfsladenbau |

## Ehemalige Baudenkmäler
In diesem Abschnitt sind Objekte aufgeführt, die früher einmal in der Denkmalliste eingetragen waren, jetzt aber nicht mehr. Objekte, die in anderem Zusammenhang – also z. B. als Teil eines Baudenkmals – weiter eingetragen sind, sollen hier nicht aufgeführt werden. Aktennummern in diesem Abschnitt sind ehemalige, jetzt nicht mehr gültige Aktennummern.

| Lage                                 | Objekt                           | Beschreibung | Akten-Nr.       | Bild                             |
| ------------------------------------ | -------------------------------- | --- | --------------- | -------------------------------- |
| Bertelestraße 37 (Standort)          | Ursprünglich erdgeschossiger Bau | 19. Jahrhundert, 1924 von Josef Fuchs aufgestockt und im Landhausstil umgestaltet; 2004 aus der Denkmalliste gestrichen |                 | Ursprünglich erdgeschossiger Bau |
| Bleibtreustraße 13 (Standort)        | Wohnhaus                         | 2004 aus der Denkmalliste gestrichen                                                                                    |                 | Wohnhaus                         |
| Frans-Hals-Straße 3 (Standort)       | Villa                            | mit Walmdach und Freitreppe, 1922 von Carl Zeh; Vorgartenbrunnen In der aktuellen Denkmalliste nicht aufgeführt.        | D-1-62-000-1746 | Villa                            |
| Kurzbauerstraße 9 (Standort)         | Ländliches Wohnhaus              | mit Satteldach, im Kern wohl 1. Hälfte 19. Jahrhundert; 2011 aus der Denkmalliste gestrichen                            |                 | Ländliches Wohnhaus              |
| Kurzbauerstraße 13 (Standort)        | Ländliches Satteldachhaus        | im Kern wohl 1. Hälfte 19. Jahrhundert; 2009 aus der Denkmalliste gestrichen                                            | D-1-62-000-3691 | Ländliches Satteldachhaus        |
| Kurzbauerstraße 16 (Standort)        | Landhaus                         | spätklassizistisch, 2. Hälfte 19. Jahrhundert                                                                           |                 | Landhaus                         |
| Muttenthalerstraße 5 (Standort)      | Ehemaliger Bauernhof             | 19. Jahrhundert, stark verändert; 2010 aus der Denkmalliste gestrichen                                                  |                 | Ehemaliger Bauernhof             |
| Sollner Straße 49 (Standort)         | Villa                            | historisierend |                 | weitere Bilder                   |
| Wolfratshauser Straße 214 (Standort) | Villa                            | 1921 errichtet; 2004 aus der Denkmalliste gestrichen                                                                    |                 | Villa                            |

## Abgegangene Baudenkmäler
In diesem Abschnitt sind Objekte aufgeführt, die früher einmal in der Denkmalliste eingetragen waren, jetzt aber nicht mehr existieren, z. B. weil sie abgebrochen wurden. Aktennummern in diesem Abschnitt sind ehemalige, jetzt nicht mehr gültige Aktennummern.

| Lage                           | Objekt         | Beschreibung                                                                          | Akten-Nr. | Bild           |
| ------------------------------ | -------------- | ------------------------------------------------------------------------------------- | --------- | -------------- |
| Sollner Straße 43 b (Standort) | Mansarddachbau | erdgeschossig, um 1900 vor 2017 abgebrochen und durch dreigeschossigen Neubau ersetzt |           | Mansarddachbau |